# Galeidiplosis
Galeidiplosis är ett släkte av tvåvingar. Galeidiplosis ingår i familjen gallmyggor.
Kladogram enligt Catalogue of Life:
| Galeidiplosis | \| \| Galeidiplosis pleuridens \| \| \| \| \| \| Galeidiplosis quadricoxita \| \| \| \| |
|               | \| \| Galeidiplosis pleuridens \| \| \| \| \| \| Galeidiplosis quadricoxita \| \| \| \| |
|               | Galeidiplosis pleuridens                                                                |
|               |                                                                                         |
|               | Galeidiplosis quadricoxita                                                              |
|               |                                                                                         |